# Servi-Car

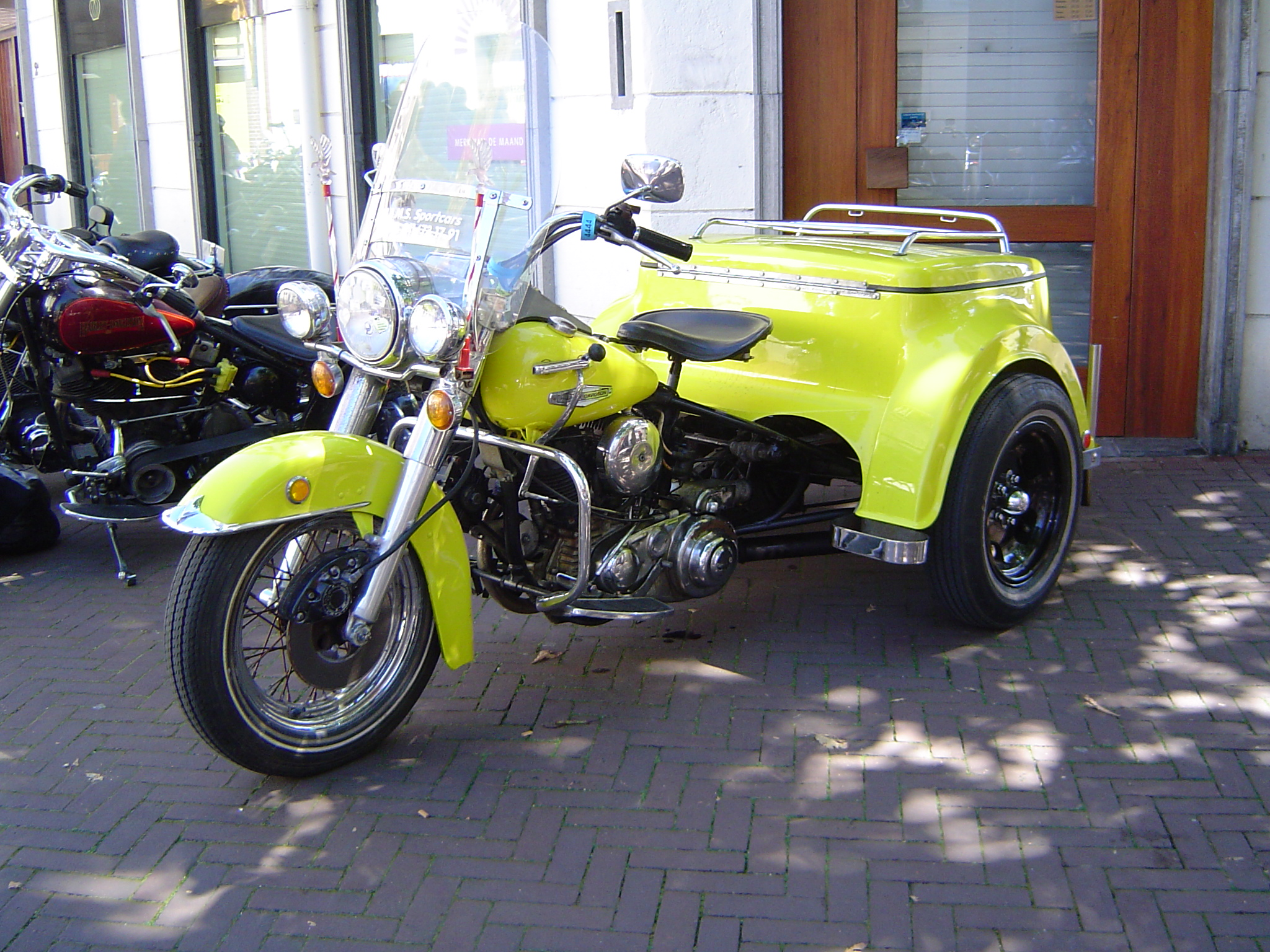
Servi-Car

De Servi-Car (afkorting van service-car) is een Harley-Davidson-driewieler (trike) met het 750cc-zijklepblok van het D-model.
De Servi-Car werd van 1932 tot 1974 geproduceerd. De machine werd voornamelijk door garages gebruikt (voor het meenemen van gereedschap) en door politiekorpsen. Tegenwoordig worden Servi-Cars in India nog gebruikt als taxi.
Indian leverde een vergelijkbaar voertuig, de Dispatch Tow.